# Veslování na Letních olympijských hrách 1952
Veslování na Letních olympijských hrách 1952 v Helsinkách.

## Medailisté

### Muži
| Disciplína              | Zlato | Stříbro | Bronz |
| Skif                    | Jurij Ťukalov · Sovětský svaz (URS) | Mervyn Wood · Austrálie (AUS) | Teodor Kocerka · Polsko (POL) |
| Dvojskif                | Argentina (ARG) · Tranquilo Cappozzo · Eduardo Guerrero | Sovětský svaz (URS) · Georgij Žilin · Ihor Jemčuk | Uruguay (URU) · Miguel Seijas · Juan Rodríguez |
| Dvojka bez kormidelníka | Spojené státy americké (USA) · Charlie Logg · Tom Price | Belgie (BEL) · Michel Knuysen · Bob Baetens | Švýcarsko (SUI) · Kurt Schmid · Hans Kalt |
| Dvojka s kormidelníkem  | Francie (FRA) · Raymond Salles · Gaston Mercier · Bernard Malivoire | Německo (GER) · Heinz Manchen · Helmut Heinhold · Helmut Noll | Dánsko (DEN) · Svend Petersen · Poul Svendsen · Jørgen Frantzen                                                                                                  |
| Čtyřka bez kormidelníka | Jugoslávie (YUG) · Duje Bonačić · Velimir Valenta · Mate Trojanović · Petar Šegvić                                                                                                   | Francie (FRA) · Pierre Blondiaux · Jean-Jacques Guissart · Marc Bouissou · Roger Gautier                                                                                            | Finsko (FIN) · Veikko Lommi · Kauko Wahlsten · Oiva Lommi · Lauri Nevalainen                                                                                     |
| Čtyřka s kormidelníkem  | Československo (TCH) · Karel Mejta · Jiří Havlis · Jan Jindra · Stanislav Lusk · Miroslav Koranda                                                                                    | Švýcarsko (SUI) · Rico Bianchi · Karl Weidmann · Heinrich Scheller · Émile Ess · Walter Leiser                                                                                      | Spojené státy americké (USA) · Carl Lovsted · Al Ulbrickson · Richard Wahlstrom · Matt Leanderson · Al Rossi                                                     |
| Osmiveslice             | Spojené státy americké (USA) · Frank Shakespeare · William Fields · James Dunbar · Richard Murphy · Robert Detweiler · Henry Procter · Wayne Frye · Edward Stevens · Charles Manring | Sovětský svaz (URS) · Jevgenij Brago · Vladimir Rodimuškin · Aleksej Komarov · Igor Borisov · Slava Amiragov · Leonid Gissen · Jevgenij Samsonov · Vladimir Krjukov · Igor Poljakov | Austrálie (AUS) · Bob Tinning · Ernest Chapman · Nimrod Greenwood · David Anderson · Geoff Williamson · Mervyn Finlay · Edward Pain · Phil Cayzer · Tom Chessell |

## Přehled medailí
| Pořadí | Země                         | Zlato | Stříbro | Bronz | Celkově |
| ------ | ---------------------------- | ----- | ------- | ----- | ------- |
| 1      | Spojené státy americké (USA) | 2     | 0       | 1     | 3       |
| 2      | Sovětský svaz (URS)          | 1     | 2       | 0     | 3       |
| 3      | Francie (FRA)                | 1     | 1       | 0     | 2       |
| 4      | Argentina (ARG)              | 1     | 0       | 0     | 1       |
| 4      | Jugoslávie (YUG)             | 1     | 0       | 0     | 1       |
| 4      | Československo (TCH)         | 1     | 0       | 0     | 1       |
| 7      | Švýcarsko (SUI)              | 0     | 1       | 1     | 2       |
| 7      | Austrálie (AUS)              | 0     | 1       | 1     | 2       |
| 9      | Belgie (BEL)                 | 0     | 1       | 0     | 1       |
| 9      | Německo (GER)                | 0     | 1       | 0     | 1       |
| 11     | Polsko (POL)                 | 0     | 0       | 1     | 1       |
| 11     | Uruguay (URU)                | 0     | 0       | 1     | 1       |
| 11     | Dánsko (DEN)                 | 0     | 0       | 1     | 1       |
| 11     | Finsko (FIN)                 | 0     | 0       | 1     | 1       |
| Celkem | Celkem                       | 7     | 7       | 7     | 21      |